# غريتا غوندا
غريتا غوندا (بالألمانية: Greta Gonda)‏ هي ممثلة نمساوية، ولدت في 10 يونيو 1917 في فيينا في النمسا، وتوفيت في 11 ديسمبر 1974 في روما في إيطاليا.

## وصلات خارجية
- غريتا غوندا على موقع IMDb (الإنجليزية)
- غريتا غوندا على موقع قاعدة بيانات الفيلم (الإنجليزية)
- غريتا غوندا على موقع كينوبويسك (الروسية)